# Ситниковська сільська рада
Си́тниковська сільська рада (рос. Ситниковский сельский совет) — сільське поселення у складі Баєвського району Алтайського краю Росії.
Адміністративний центр та єдиний населений пункт — село Ситниково.

## Населення
Населення — 636 осіб (2019; 768 в 2010, 997 у 2002).